# Ignacy Jerzy IV
Ignacy Jerzy IV (ur. ?, zm. ?) – w latach 1768–1781 109. syryjsko-prawosławny Patriarcha Antiochii. 